# Đà Nẵng repülőtér
A Đà Nẵng repülőtér (vietnámiul: Sân bay Quốc tế Đà Nẵng) a vietnámi Đà Nẵng repülőtere az ország középső részén. Ez az ország harmadik nemzetközi repülőtere a hanoi-i Nội Bài nemzetközi repülőtér és a ho si minh-városi Tân Sơn Nhất nemzetközi repülőtér mellett, és Közép-Vietnám fontos kapuja. A polgári repülés mellett a kifutópályát a Vietnámi Népi Légierő is használja, jóllehet a katonai tevékenység ma már nagyon korlátozott.

## Története
A Đà Nẵng kikötővárostól délre fekvő lapos, homokos terület ideális terep volt egy repülőtér számára, zavartalan berepülést nyújtva észak-déli irányú kifutópályájára. A Tourane repülőteret a francia gyarmati kormány építtette az 1930-as években polgári repülőtérként.
A II. világháború és Francia-Indokína japán megszállása idején a Japán Birodalmi Légierő katonai repülőtérként használta. Később a Francia Légierő használta a Francia-indokínai háború idején (1945-1954). 1953-1954-ben a franciák egy NATO-szabványnak megfelelő 2400 méteres aszfaltozott kifutópályát létesítettek. 1955-ben a frissen alakult Vietnámi Köztársaság Légiereje vette át a franciák helyét, a Tourane repülőtér pedig ismét a polgári repülés szolgálatába állt. 1957-ben jelent meg ismét a légierő az ekkor már átnevezett Đà Nẵng repülőtéren.
A vietnámi háború alatt fontos amerikai katonai légibázis volt. Ekkor bővítették ki két 10 000 lábas (3048 méteres) aszfaltozott kifutópályára.
2006-ban a repülőtér forgalma átlépte az egymillió főt, ebből 40 000 nemzetközi utas volt.

## Forgalom
Az utasforgalom az elmúlt években az alábbi módon változott:
| Utasok száma | 1 710 758 | 2 079 758 | 2 479 307 | 3 090 877 | 4 376 775 | 4 989 687 | 6 722 587 | 9 335 809 | 11 610 950 | 15 504 650 |
|              | 2008      | 2009      | 2010      | 2012      | 2013      | 2014      | 2015      | 2017      | 2018       | 2019       |

## Légitársaságok és úticélok
| Légitársaság            | Célállomások |
| ----------------------- | --- |
| AirAsia                 | Kuala Lumpur–International |
| Air Busan               | Busan |
| Air Macau               | Macau |
| Air Seoul               | Seoul–Incheon |
| Asiana Airlines         | Busan, Seoul–Incheon |
| Azur Air                | Szezonális charter: Krasznojarszk, Irkutszk , Novoszibriszk |
| Bamboo Airways          | Buon Ma Thuot, Can Tho, Con Dao, Da Lat, Hai Phong, Hanoi, Ho Chi Minh City, Nha Trang, Phu Quoc, Pleiku, Seoul–Incheon, Tajvan–Taojüan |
| Bangkok Airways         | Bangkok–Survarnabhuni |
| Cambodia Angkor Air     | Phnom Penh, Siem Reap |
| China Eastern Airlines  | Beijing–Daxing, Kunming Szezonális charter: Chengdu–Shuangliu |
| China Southern Airlines | Beihai, Guangzhou, Zhengzhou |
| Eastar Jet              | Cshongdzsui, Seoul–Incheon |
| EVA Air                 | Tajvan–Taojüan |
| Fly Gangwon             | Yangyang |
| Hai Au Aviation         | Dong Hoi, Hue |
| Hainan Airlines         | Guangzhou, Shenzhen |
| HK Express              | Hong Kong |
| Jeju Air                | Busan, Seoul–Incheon Szezonális: Daegu, Muan |
| Jetstar Asia Airways    | Szingapúr |
| Jin Air                 | Busan, Seoul–Incheon |
| Korean Air              | Busan, Seoul–Incheon |
| Lao Airlines            | Pakse, Savannakhet, Vientiane |
| Malindo Air             | Kuala Lumpur–International |
| Pacific Airlines        | Ho Chi Minh City, Kaohsiung, Taipei–Taoyuan Szezonális: Phu Quoc Charter: Macau |
| Qatar Airways           | Doha |
| Singapore Airlines      | Szingapúr |
| Starlux Airlines        | Taipei–Taoyuan |
| Thai AirAsia            | Bangkok–Don Mueang, Chiang Mai |
| Thai Vietjet Air        | Bangkok–Suvarnabhumi |
| T'way Airlines          | Busan, Daegu, Seoul–Incheon Charter: Muan |
| VietJet Air             | Buon Ma Thuot, Can Tho, Daegu, Da Lat, Delhi, Hai Phong, Hangzhou, Hanoi, Ho Chi Minh City, Hong Kong, Nha Trang, Phu Quoc, Seoul–Incheon, Szingapúr, Taipei–Taoyuan, Thanh Hoa, Tokyo–Haneda, Vinh |
| Vietnam Airlines        | Bangkok–Suvarnabhumi, Buon Ma Thuot, Busan, Can Tho, Chengdu–Shuangliu, Da Lat, Guangzhou, Hai Phong, Vân Đồn, Hangzhou, Hanoi, Ho Chi Minh City, Nha Trang, Osaka–Kansai, Phu Quoc, Seoul–Incheon, Shanghai–Pudong, Thanh Hoa, Tokyo–Narita Charter: Guiyang, Ibaraki, Lanzhou, Wuhan, Xi'an, Zhengzhou, Taipei-Taoyuan |

## Fordítás
- Ez a szócikk részben vagy egészben a Da Nang International Airport című angol Wikipédia-szócikk ezen változatának fordításán alapul.  Az eredeti cikk szerkesztőit annak laptörténete sorolja fel. Ez a jelzés csupán a megfogalmazás eredetét és a szerzői jogokat jelzi, nem szolgál a cikkben szereplő információk forrásmegjelöléseként.